# 하스미 쿠레아
하스미 쿠레아(일본어: 蓮実クレア 하스미 구레아[*], 1991년 12월 3일 ~ )는 일본의 AV 배우이다.
키는 158cm에다가 몸무게는 37kg다. 혈액형은 A형이며 쓰리 사이즈는 B86-W57-H87인데 H컵이라고 한다. 취미는 벨리댄스, 수영, 발레다. 21살때 2012년 AV 배우로 시작을 했다. 세이키마츠의 열렬한 팬이다. 트위터에 세이키마츠 관련 자료를 많이 올린다.
연말에 팬레터를 써준 사람들에게 연하장을 보내주는데 시작 첫 해에는 62장이었지만 나날이 인기가 늘어나자 2015년 연말에는 600장을 넘게 보냈다고 한다. 본인이 혼자 직접 보내준다고 밝혔으며 보내줘야할 연하장이 1000장이 넘더라도 은퇴할 때까지 계속 하겠다고 밝혔다.